# Belgiek
Belgiek is een gehucht in de gemeente Deerlijk in de Belgische provincie West-Vlaanderen. Het is gelegen ongeveer halfweg tussen het centrum van Deerlijk en Vichte.

## Naamgeving
De basis van het gehucht vormde het historische gehucht Hooghstraete, aangeduid op de Ferrariskaarten (1770-1778).
Rond 1831-1832 – net na de onafhankelijkheid van België – vestigde Joseph Dooms (Deerlijk, 1786-1867) er een herberg annex bakkerij en kruidenierswinkel. Hij noemde zijn zaak den Belg. Al gauw veranderde hij dit in het beter klinkende Belgique. In de volksmond sprak men van 'Den Belgiek'. Later was deze vervlaamste vorm van de naam zelfs de inspiratiebron voor de officiële naamgeving van het gehucht. In 1910 is de naam Belgiek voor het eerst vermeld op de kaart van Dépot de la Guerre.

## Kruispunt Belgiek
'Kruispunt Belgiek'. Onder deze eenvoudige naam staat het grootste kruispunt van de Belgiek bekend in de ruime omgeving van Deerlijk. Het kende een bewogen geschiedenis.
In 1856 werd de Vichtesteenweg aangelegd als een rechtstreekse verbinding tussen Deerlijk en Vichte. De weg – onderdeel van de verbindingsweg Harelbeke-Kerkhove – doorsneed het kruispunt Breestraat-Oude Vichtestraat-Vichteknokstraat-Wafelstraat. Het betekende een betere ontsluiting van het gehucht. In het laatste kwart van de 20ste eeuw nam de verkeersdrukte echter gaandeweg toe en begonnen de problemen aan het ingewikkelde kruispunt; het verkeer kwam immers samen vanuit zes verschillende richtingen. Het vrachtverkeer naar en van de intussen aangelegde industriezone Deerlijk-Waregem had hier een groot aandeel in. Men ondernam diverse pogingen om het kruispunt veiliger te maken en om het verkeer beter door te sluizen. Zo werd bijv. in 1988 de eerder genoemde, aanpalende kruidenierszaak 'Den Belgiek' – nog gebouwd langs het tracé van de Breestraat-Oude Vichtestraat – gesloopt en vervangen door een nieuwbouw, ditmaal evenwijdig met de Vichtesteenweg.
Een totale heraanleg van het kruispunt volgde in 1991. Het bleef echter een knelpunt en er gebeurden regelmatig ongevallen. Om de problemen op te lossen werden diverse plannen op tafel gelegd: die omvatten onder meer de aanleg van een rotonde of zelfs een ontsluitingsweg ten noorden van de E17, maar deze opties werden om diverse redenen verworpen. 
Een finale beslissing bleef evenwel uit. Alleen werden in functie van de heraanleg van het kruispunt langs de Vichtesteenweg een aantal gebouwen neergehaald.
Uiteindelijk zouden de werkzaamheden einde 2021 aanvatten. Hierbij blijft het bestaande kruispunt behouden, maar de Oude Vichtestraat sluit niet langer aan op de N36. De aansluitende bocht in de Breestraat wordt verbreed en tussen deze straat en de N36 komt een bypass. In augustus 2023 startte men ten slotte de wegenwerken op; terzelfdertijd werd voor de verbreding van het kruispunt nog een oud, leegstaand pand afgebroken.